# Morti nel 1999/Maggio
| Questa pagina contiene informazioni ricavate automaticamente dalle voci biografiche con l'ausilio del template Bio e di un bot. L'aggiornamento è periodico e automatico e ricostruisce completamente la pagina. Se manca una persona in questa lista, sei pregato di non aggiungerla, ma accertati piuttosto che la sua voce biografica contenga il template Bio e che i dati anagrafici siano correttamente compilati. Se il template Bio manca, inseriscilo tu stesso o, in alternativa, metti l'avviso {{tmp\|Bio}} che ne segnala la mancanza. Se i dati riportati sono sbagliati, correggi direttamente la voce biografica; le modifiche saranno visibili in questa lista entro pochi giorni. Per chiarimenti vedi il progetto biografie. La lista contiene solo le 112 persone che sono citate nell'enciclopedia e per le quali è stato implementato correttamente il template Bio. Pagina aggiornata al 2 mag 2025. |

- 1º maggio - Jos LeDuc, wrestler canadese (n. 1944)
- 1º maggio - Osman Ahmed Osman, ingegnere, imprenditore e politico egiziano (n. 1917)
- 1º maggio - Brian Shawe Taylor, pilota automobilistico britannico (n. 1915)
- 1º maggio - Gianni Statera, sociologo italiano (n. 1943)
- 2 maggio - Anahit C'ic'ikyan, violinista e musicologa armena (n. 1926)
- 2 maggio - Igor' Michajlovič D'jakonov, linguista e storico russo (n. 1915)
- 2 maggio - Robert Arthur Humphreys, storico britannico (n. 1907)
- 2 maggio - Ruth Langer, nuotatrice austriaca (n. 1921)
- 2 maggio - Oliver Reed, attore britannico (n. 1938)
- 3 maggio - Giulio Fioravanti, baritono italiano (n. 1923)
- 3 maggio - Tore Nochi, pittore e scultore italiano (n. 1933)
- 3 maggio - Petrus van Rhijn, calciatore olandese (n. 1931)
- 3 maggio - Gene Sarazen, golfista statunitense (n. 1902)
- 3 maggio - Josef Zeman, calciatore cecoslovacco (n. 1915)
- 3 maggio - Urraca di Borbone-Due Sicilie, principessa (n. 1913)
- 4 maggio - Jean Marius René Guibé, naturalista e erpetologo francese (n. 1910)
- 4 maggio - Pietro Tripodo, poeta e saggista italiano (n. 1948)
- 5 maggio - Adelmo Capelli, allenatore di calcio e calciatore italiano (n. 1937)
- 5 maggio - Dušan Radojčić, cestista e allenatore di pallacanestro jugoslavo (n. 1931)
- 5 maggio - Rodrigo Ruiz Zárate, calciatore messicano (n. 1923)
- 6 maggio - Maria Laura Rocca, attrice e scrittrice italiana (n. 1917)
- 6 maggio - Roberto Gianviti, sceneggiatore e scrittore italiano (n. 1924)
- 6 maggio - Rocco Montano, critico letterario e storico della letteratura italiano (n. 1913)
- 6 maggio - Mark Tuinei, giocatore di football americano statunitense (n. 1960)
- 7 maggio - Michele Abbate, politico italiano (n. 1950)
- 7 maggio - Schalom Ben-Chorin, giornalista e teologo tedesco (n. 1913)
- 7 maggio - Nick Pagano, cantante italiano (n. 1939)
- 8 maggio - Ed Gilbert, doppiatore e attore statunitense (n. 1931)
- 8 maggio - Johnny Kotz, cestista statunitense (n. 1919)
- 8 maggio - Alan Paterson, altista britannico (n. 1928)
- 8 maggio - Harry Saager, ciclista su strada e pistard tedesco (n. 1911)
- 8 maggio - Dana Plato, attrice statunitense (n. 1964)
- 8 maggio - Dirk Bogarde, attore, cantante e scrittore britannico (n. 1921)
- 9 maggio - Jürgen Fuchs, scrittore tedesco (n. 1950)
- 9 maggio - Theodor Puff, calciatore tedesco (n. 1927)
- 10 maggio - Giancarlo De Carolis, politico e avvocato italiano (n. 1930)
- 10 maggio - Shel Silverstein, poeta, cantautore e disegnatore statunitense (n. 1930)
- 11 maggio - Manliff Barrington, pilota motociclistico irlandese (n. 1912)
- 11 maggio - Piera Sonnino, scrittrice e superstite dell'Olocausto italiana (n. 1922)
- 12 maggio - Penny Santon, attrice statunitense (n. 1916)
- 12 maggio - Saul Steinberg, disegnatore e illustratore rumeno (n. 1914)
- 13 maggio - Finn Moen, calciatore norvegese (n. 1915)
- 13 maggio - Giuseppe Petrilli, politico, politologo e economista italiano (n. 1913)
- 13 maggio - 'Abd al-Aziz ibn 'Abd Allah ibn Baz, teologo saudita (n. 1910)
- 14 maggio - Manuel del Cabral, poeta, scrittore e diplomatico dominicano (n. 1907)
- 14 maggio - Marco Nozza, giornalista e saggista italiano (n. 1926)
- 14 maggio - Maria Adelaide Raschini, filosofa italiana (n. 1925)
- 15 maggio - Milton Banana, batterista brasiliano (n. 1935)
- 15 maggio - Žanis Butkus, militare lettone (n. 1906)
- 15 maggio - Rob Gretton, manager britannico (n. 1953)
- 15 maggio - Colette Ripert, attrice francese (n. 1930)
- 16 maggio - Santi Corvaja, giornalista e scrittore italiano (n. 1920)
- 16 maggio - George Hill Hodel, medico statunitense (n. 1907)
- 16 maggio - Eva Macapagal, medica filippina (n. 1915)
- 16 maggio - Giuseppe Mirabelli, politico italiano (n. 1945)
- 17 maggio - Bruce Fairbairn, musicista e produttore discografico canadese (n. 1949)
- 17 maggio - Henry Jones, attore statunitense (n. 1912)
- 17 maggio - Thelma Kalama, nuotatrice statunitense (n. 1931)
- 17 maggio - Lembit Oll, scacchista estone (n. 1966)
- 17 maggio - Edward Rimkus, bobbista statunitense (n. 1913)
- 18 maggio - Juan Manuel Couder, tennista spagnolo (n. 1934)
- 18 maggio - Hank Herring, pugile statunitense (n. 1922)
- 18 maggio - Augustus Pablo, musicista e produttore discografico giamaicano (n. 1953)
- 18 maggio - Betty Robinson, velocista statunitense (n. 1911)
- 19 maggio - Candy Candido, attore e doppiatore statunitense (n. 1913)
- 19 maggio - Rebecca Elson, astronoma e scrittrice canadese (n. 1960)
- 19 maggio - Kalevi Pakarinen, pentatleta e schermidore finlandese (n. 1935)
- 20 maggio - Massimo D'Antona, giurista italiano (n. 1948)
- 20 maggio - Renato Gei, allenatore di calcio e calciatore italiano (n. 1921)
- 21 maggio - Vanessa Brown, attrice austriaca (n. 1928)
- 21 maggio - Bugz, rapper statunitense (n. 1978)
- 21 maggio - Duilio Coletti, regista italiano (n. 1906)
- 21 maggio - Pio Roba, poeta e pittore italiano (n. 1915)
- 21 maggio - Norman Rossington, attore inglese (n. 1928)
- 21 maggio - Fulvio Tomizza, scrittore italiano (n. 1935)
- 22 maggio - Leonid Zagorujko, compositore di scacchi russo (n. 1923)
- 23 maggio - Arthur Edward Ellis, arbitro di calcio inglese (n. 1914)
- 23 maggio - Owen Hart, wrestler canadese (n. 1965)
- 23 maggio - Luigi Santucci, scrittore, poeta e commediografo italiano (n. 1918)
- 23 maggio - Albert Charles Smith, botanico statunitense (n. 1906)
- 24 maggio - Arnaldo José Da Silva, calciatore portoghese (n. 1944)
- 24 maggio - Bob Dietz, cestista e allenatore di pallacanestro statunitense (n. 1917)
- 24 maggio - Ramón Rubial, politico spagnolo (n. 1906)
- 25 maggio - Hillary Brooke, attrice statunitense (n. 1914)
- 25 maggio - Efim Fradkin, fisico russo (n. 1924)
- 25 maggio - Horst Frank, attore tedesco (n. 1929)
- 25 maggio - René Gallice, calciatore francese (n. 1919)
- 25 maggio - Clara Ledesma, pittrice dominicana (n. 1924)
- 25 maggio - Guido Zuliani, calciatore italiano (n. 1913)
- 26 maggio - Annarita Buttafuoco, storica italiana (n. 1951)
- 26 maggio - William Cutolo, mafioso italiano (n. 1949)
- 26 maggio - Waldo Semon, inventore statunitense (n. 1898)
- 27 maggio - Thomas Briccetti, compositore e direttore d'orchestra statunitense (n. 1936)
- 27 maggio - Timo Lampén, cestista finlandese (n. 1934)
- 27 maggio - Mario Monti, scrittore, curatore editoriale e giornalista italiano (n. 1925)
- 27 maggio - Violet Webb, velocista britannica (n. 1915)
- 28 maggio - Salvatore Bono, militare italiano (n. 1920)
- 28 maggio - Giuseppe Carissimi, calciatore italiano (n. 1920)
- 28 maggio - Henry Carlsson, calciatore e allenatore di calcio svedese (n. 1917)
- 28 maggio - Aivars Drupass, calciatore lettone (n. 1963)
- 28 maggio - Theodorus Kok, compositore di scacchi olandese (n. 1906)
- 28 maggio - Jan Lebenstein, pittore polacco (n. 1930)
- 29 maggio - Bernard Lajarrige, attore francese (n. 1912)
- 29 maggio - Mattia Moreni, scultore e pittore italiano (n. 1920)
- 29 maggio - João Carlos de Oliveira, triplista e lunghista brasiliano (n. 1954)
- 30 maggio - Mario Foglia, allenatore di calcio e calciatore italiano (n. 1921)
- 30 maggio - John Proctor, funzionario statunitense (n. 1926)
- 31 maggio - Guido Costa, ciclista e dirigente sportivo italiano (n. 1913)
- 31 maggio - Davor Dujmović, attore bosniaco (n. 1969)
- 31 maggio - Willibald Hahn, allenatore di calcio e calciatore austriaco (n. 1910)
- 31 maggio - Auguste Le Breton, scrittore francese (n. 1913)
- 31 maggio - Massimo Riva, cantautore, musicista e produttore discografico italiano (n. 1963)